# Ukraiński zaułek literacki
Ukraiński Zaułek Literacki (ukr. Український літературний провулок) – rocznik literacki prezentujący twórczość ukraińskiej mniejszości narodowej w Polsce.

## Tematyka
Tematyka utworów drukowanych w roczniku wynikała z rozdziałów w nim zawartych, ale najwięcej miejsca poświęcono poezji Ostapa Łapskiego, Iwana Złatokudra, Mili Łuczak, Iwana Kyryziuka, Tadeja Karabowycza oraz Jurija Hawryluka. Wiele uwagi zajęła krytyka literacka, recenzje oraz artykuły literaturoznawcze (Eleonora Sołowej, Michał Łesiów, Florian Nieuważny,  Bohdan Bojczuk, Teresa  Zaniewska, Iwan Nemczenko, Andrij Saweneć, Bohdan Stolarczuk,  Tadej Karabowycz, Jurij Hawryluk). W roczniku drukowano również wywiady, publikowano debiuty  literackie (Marian Horbaczek, Justyna Korolko, Myron Prystasz), przekłady z literatury polskiej, materiały archiwalne i epistolarne  oraz twórczość ludową (Maria Sarnacka, Bazyli Albiczuk, Stefan Sidoruk). Prowadzono również kronikę oraz aktualności literackie.

## Historia
„Ukraiński Zaułek Literacki” (ukr. Український літературний провулок) jako rocznik literacki, został powołany w 2001 roku, celem prezentacji twórczość ukraińskiej mniejszości narodowej w Polsce. Jego pomysłodawcą i koordynatorem (na zasadach społecznych), a następnie redaktorem naczelnym był poeta, tłumacz i krytyk literacki Tadej Karabowycz (Tadeusz Karabowicz). Wydawcą rocznika pozostawało Towarzystwo Miłośników Skansenu Kultury Materialnej Chełmszczyzny i Podlasia w Holi.
Historia powstania „Ukraińskiego Zaułka Literackiego”, wyrastała z tradycji publikacyjnych ukraińskiej twórczości literackiej rozwijającej się po 1956 roku na ziemiach etnicznych i na przesiedleniu (Akcja „Wisła” 1947 roku) a pomieszczanej okazjonalnie w organach prasowych Ukraińskiego Towarzystwa Społeczno-Kulturalnego (UTSK): w antologii Homin (Warszawa 1964), w tygodniku „Nasze  Słowo”  oraz w jego dodatkach w „Naszej Kulturze”  i „Ukraińskim  Kalendarzu” a po roku  1990 w  „Ukraińskim Almanachu” , roczniku publicystyczno-kulturalnym Związku Ukraińców w Polsce oraz czasopiśmie społeczno-kulturalnym Związku Ukraińców Podlasia „Nad Buhom i Narwoju”. Ponadto po 1990 roku  w   ukraińskich drukach okazjonalnych które ukazywały  się w Polsce: „Zustriczi” (Warszawa), „Son i Mysl” (Przemyśl), „San Rideau” (Przemyśl).
W roczniku drukowano twórczość poetów i pisarzy ukraińskich mieszkających i tworzących w Polsce jako przedstawicieli ukraińskiej mniejszości narodowej. Mimo że pisarze ci nie stanowili zwartego środowiska literackiego (poza Podlasiem), należeli do Narodowego Związku Pisarzy Ukrainy:  Mila Łuczak, Iwan Kyryziuk, Wołodysław Hraban,  Jewhenija Żabińska oraz  Jurij Hawryluk a także do Związku Literatów Polskich:  Iwan Złatokudr i  Tadej Karabowycz.

## Historia wydawania rocznika
- „Ukraiński Zaułek Literacki”, t. 1, Białystok 2001, ss.128, ISBN 83-88097-13-X
- „Ukraiński Zaułek Literacki”,  t. 2, Krynica – Przemyśl – Chełm  – Bielsk Podlaski 2002, ss. 164, ISBN 83-88097-23-7
- „Ukraiński Zaułek Literacki”, t. 3, Lublin 2003, ss. 258, ISBN 83-919278-2-2
- „Ukraiński Zaułek Literacki”, t. 4, Lublin 2004, ss. 336, ISSN 1734-4832
- „Ukraiński Zaułek Literacki”, t. 5, Lublin 2005, ss. 320, ISSN 1734-4832
- „Ukraiński Zaułek Literacki”, t. 6, Lublin 2006, ss. 310, ISSN 1734-4832
- „Ukraiński Zaułek Literacki”, t. 7, Lublin 2007, ss. 324, ISSN 1734-4832
- „Ukraiński Zaułek Literacki”, t. 8, Lublin 2008, ss. 344, ISSN 1734-4832
- „Ukraiński Zaułek Literacki”, t. 9, Lublin 2009, ss. 396, ISSN 1734-4832
- „Ukraiński Zaułek Literacki”, t. 10, Lublin 2010, ss. 264, ISSN 1734-4832
- „Ukraiński Zaułek Literacki”, t. 11, Lublin 2011, ss. 256, ISSN 1734-4832